# Jue-edény
A jue-edény a Sang-dinasztia (i.e. 1500−1050) korára tehető bronzedény, főként borivásra használták az ókori Kínában. A dinasztia temetkezési és szertartási tárgyai közé sorolható, továbbá a Sang-dinasztia rendkívül híres bronzöntéses technikák fejlesztéséről, s ennek a mesterségének az elsajátításáról. A jue-edény alakját tekintve három kardpenge formájú lábon álló ovális csésze. Az oldalán található fogantyú az edény megemelésére szolgál. Az i.e. 10. századtól gyakran készítettek róla másolatokat bronzból, kerámiából, drágakőből.
Egy korhű 19,3 centiméter magas jue-edény az 1935−1936-ban Londonban megtartott International Exhibition of Chinese Art kiállításon volt megtalálható. Alkotóját nem ismerjük név szerint, a korabeli művészek egyike keze munkája.